# Scatopyrodes trichostethus
Scatopyrodes trichostethus är en skalbaggsart som först beskrevs av Bates 1879. Scatopyrodes trichostethus ingår i släktet Scatopyrodes och familjen långhorningar.
Artens utbredningsområde är:
- Costa Rica.
- Panama.

Inga underarter finns listade i Catalogue of Life.